# Miguel IX Paleólogo
Miguel IX Paleólogo (em grego: Μιχαήλ Θ΄ Παλαιολόγος; romaniz.: Mikhaēl IX Palaiologos) reinou como co-imperador bizantino, com plenos poderes, entre 1294/1295 e 1320. Ele era o filho mais velho de Andrônico II Paleólogo e Ana da Hungria, filha de Estêvão V da Hungria.

## Vida
Miguel IX foi aclamado coimperador em 1281 e foi coroado em 1294 ou 1295. Em 1300, ele foi enviado à frente de um grupo de mercenários alanos contra os turcos na Ásia Menor e, em 1304-1305, foi encarregado de lidar com a rebelde Companhia Catalã. Após o assassinato do comandante catalão, Rogério de Flor, Miguel liderou as tropas bizantinas (reforçadas por turcos e entre cinco e oito mil alanos) contra a Companhia, mas foi derrotado e ferido.
Miguel também fracassou em sua campanha contra Teodoro Esfendóstlabo da Bulgária em 1307, selando a paz no mesmo ano com o casamento de sua filha com o imperador búlgaro. Em 1311, Miguel foi derrotado por Osmã I, do Emirado Otomano. Finalmente ele se retirou para Tessalônica e morreu ali em 1320.
Um corajoso e energético soldado, capaz de grandes sacrifícios pessoais para pagar ou encorajar suas tropas, Miguel IX geralmente não conseguia sobrepujar seus inimigos e é o único imperador Paleólogo a morrer antes de seu pai. Sua morte prematura, aos 43 anos, foi atribuída em parte à sua tristeza pela morte acidental de seu filho mais novo, Manuel Paleólogo, por empregados de seu filho mais velho e coimperador, Andrônico III Paleólogo.

## Família
Miguel IX Paleólogo se casou com Rita da Armênia (renomeada Maria e, quando se tornou freira, Xene), filha do rei Leão III da Armênia e  da rainha Keran da Armênia em 16 de janeiro de 1294. Com ela, Miguel teve vários filhos, incluindo:
- Andrônico III Paleólogo, imperador entre 1328 e 1341;
- Manuel Paleólogo, déspota;
- Ana Paleóloga, que se casou com Tomás I Comneno Ducas, déspota de Epiro, e, posteriormente, Nicolau Orsini, conde de Cefalônia;
- Teodora Paleóloga, que se casou com Teodoro Esfendóstlabo da Bulgária e, posteriormente, Miguel Asen III da Bulgária.